# Quistradrilus multisetosus
Quistradrilus multisetosus är en ringmaskart som beskrevs av Brinkhurst och Cook 1966. Quistradrilus multisetosus ingår i släktet Quistradrilus och familjen glattmaskar. Inga underarter finns listade i Catalogue of Life.